# Хамедафне
Хамеда́фне, или Хамедафна (лат. Chamaedáphne) — монотипный род многолетних растений семейства Вересковые (Ericaceae). Единственный подтвержденный вид — Хамедафне обыкновенная (лат. Chamaedaphne calyculata), также встречается под названиями Кассандра (по устаревшему синониму родового названия лат. Cassandra), Болотный мирт, Хамедафна болотная.
Названия на других языках: англ. leatherleaf, дат. Læderløv, лит. Bereinis, нем. Torfgränke, пол. Chamedafne, фин. Vaivero

## Ботаническое описание
Вечнозелёный ветвистый кустарник до 100 см высотой.
Корневая система поверхностная, состоит из придаточных корней, образующихся на погружённых в мох ветвях.
Стебель прямостоячий, ветвистый, молодые ветви покрыты чешуйками и пушком. Высота до 100 см.
Листья сверху тёмно-зелёные или грязно-зелёные, снизу беловатые или буроватые, с ржавыми чешуйками, плоские, продолговато-овальные или ланцетные, со слегка завёрнутыми краями. До 2 см длиной, очерёдные, сидячие, кожистые, по краю почти цельные. С обеих сторон листья покрыты мелкими беловатыми и ржавыми чешуйками.
Цветки с 2 прицветниками, собраны в однобокие кисти, поникающие, на коротких цветоножках, расположены в пазухах листьев. Ножки покрыты чешуйками. Чашечка почти вдвое короче венчика с 5 зубцами. Венчик белый, колокольчатый, до 1 см длиной, из 5 сросшихся лепестков. Тычинок 10.
Цветёт в мае—июле.

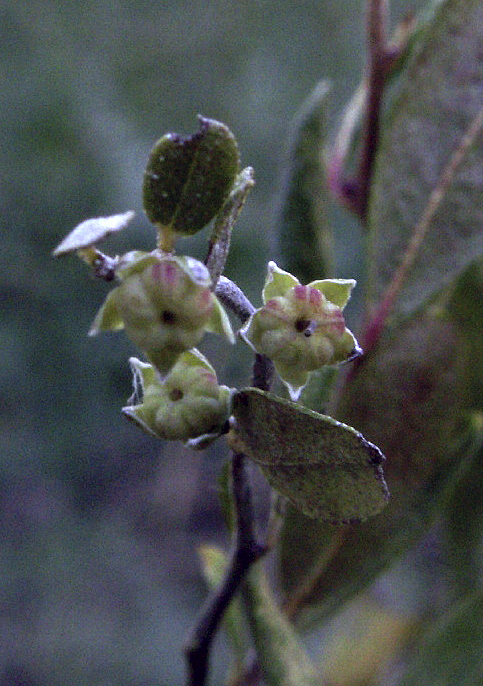
Плоды хамедафне

Плод — шаровидная приплюснутая пятистворчатая коробочка. Плодоносит в июле—сентябре. Период обсеменения может продолжаться до начала следующего вегетационного периода.
Число хромосом 2n = 22.
Предпочитает кислые почвы. Микотроф.

## Распространение и экология
Распространена в Северном полушарии от Арктики до лесной зоны — Северная, Центральная и Восточная Европа, Северная Америка, Китай (Гирин, Ляонин, Внутренняя Монголия), Япония (Хоккайдо).
В России по всему северу Европейской части, Западной и Восточной Сибири; Дальний Восток.
Растёт преимущественно на сфагновых болотах и в болотистых редколесьях. В районах с континентальным климатом встречается иногда в субальпийском поясе.

## Химический состав
Хамедафне — ядовитое растение. Гликозид андромедотоксин, содержащийся в листьях и молодых побегах, может вызвать отравление овец. Андромедотоксин (другие названия вещества — ацетиландромедол, родотоксин) — полигидроксилированный циклический дитерпен, который характерен и для многих других вересковых, относится к нейротоксинам; его токсичность обусловлена тем, что он нарушает работу клеточных рецепторов, сначала он возбуждает центральную нервную систему, а затем её угнетает, что может привести к летальному исходу.

## Значение и применение
Изредка встречается в культуре как декоративное растение, в частности, используется в так называемых болотцах.
В качестве садовых форм чаще используются разновидности — Chamaedaphne calyculata var. angustifolia (с более узкими, чем у исходной формы, листьями) и Chamaedaphne calyculata var. nana (более густо облиственный и компактный куст, высотой всего до 30 см).
Как показали исследования захоронений викингов, болотный мирт использовался племенами, жившими на земле современной Скандинавии, для приготовления алкогольного напитка — «нордического грога».
Отличный медонос и пыльценос. Мёдопродуктивность одного растения — 0,22 г. Хорошо посещается пчёлами, собирающими пыльцу и значительное количество нектара. За период цветения багульника и хамедафне болотной на пасеках Роскошанского пчелосовхоза, расположенных вблизи зарослей, принос нектара и пыльцы достигал 3 кг на семью. Пасека № 7 в 1968 году создала 50 новых семей и нарастила силу основных семей к главному взятку на 24 рамки. Аналогичные результаты наблюдались в 1979, 1983 гг. Мёд не пригоден в пищу, может вызывать головокружение, рвоту, тошноту, а иногда потерю сознания. Для пчёл мёд безвреден в любое время года.

## Классификация

### Таксономия
- Chamaedaphne Moench, 1794, Methodus : 457
- Chamaedaphne calyculata (L.) Moench, 1794, Methodus : 457

Вид Хамедафне обыкновенная относится к роду Хамедафне подсемейства Вакциниевые (Vaccinioideae) семейства Вересковые (Ericaceae) порядка Верескоцветные (Ericales). Таксономическая схема в соответствии с Системой APG IV по состоянию на декабрь 2023 года:
|  |                                      |  |                                   |                                   |                      |  | ещё 21 семейство | ещё 21 семейство  |                          |  |                                         |  | еще 124 рода | еще 124 рода |  |
|  |                                      |  |                                   |                                   |                      |  | ещё 21 семейство | ещё 21 семейство  |                          |  |                                         |  | еще 124 рода | еще 124 рода |  |
|  |                                      |  |                                   | порядок Верескоцветные            |                      |  |                  |                   | подсемейство Вакциниевые |  |                                         |  |              |              |  |
|  |                                      |  |                                   | порядок Верескоцветные            |                      |  |                  |                   | подсемейство Вакциниевые |  | единственный вид Хамедафне обыкновенная |  |              |              |  |
|  | отдел Цветковые, или Покрытосеменные |  |                                   |                                   | семейство Вересковые |  |                  |                   | род Хамедафне            |  |                                         |  |              |              |  |
|  | отдел Цветковые, или Покрытосеменные |  |                                   |                                   |                      |  |                  |                   |                          |  |                                         |  |              |              |  |
|  |                                      |  | ещё 63 порядка цветковых растений | ещё 63 порядка цветковых растений |                      |  |                  | ещё 8 подсемейств | ещё 8 подсемейств        |  |                                         |  |              |              |  |
|  |                                      |  |                                   | ещё 63 порядка цветковых растений |                      |  |                  |                   | ещё 8 подсемейств        |  |                                         |  |              |              |  |

В некоторых классификациях в составе вида выделяется три разновидности:
- Chamaedaphne calyculata var. angustifólia (Aiton) Rehder
- Chamaedaphne calyculata var. latifólia (Aiton) Fernald
- Chamaedaphne calyculata var. nána (Lodd.) E.Busch

Ранее приписывавшиеся к роду Chamaedaphne три других вида сейчас относят к роду Kalmia — Кальмия:
- Chamaedaphne cuneata (Michx.) Kuntze = Kalmia cuneata Michx.
- Chamaedaphne glauca (Aiton) Kuntze = Kalmia polifolia Wangenh.
- Chamaedaphne hirsuta (Walt.) Kuntze = Kalmia hirsuta Walt.

### Синонимы родового названия
- Cassandra D.Don
- Exolepta Raf.
- Hydragonum Kuntze

### Синонимы видового названия
- Andromeda angustifolia Pursh
- Andromeda calyculata L.
- Andromeda calyculata var. angustifolia Aiton
- Andromeda calyculata var. anomala Vent.
- Andromeda calyculata var. latifolia Aiton
- Andromeda calyculata var. nana G.Lodd.
- Andromeda calyculata var. ventricosa Aiton
- Andromeda crispa Poir.
- Cassandra angustifolia (Aiton) G.Don
- Cassandra angustifolia var. anomala (Vent.) DC.
- Cassandra calyculata (L.) D.Don
- Cassandra calyculata var. angustifolia A.Gray
- Cassandra calyculata var. latifolia F.Seym.
- Cassandra calyculata var. nana (G.Lodd.) Bean
- Chamaedaphne calyculata subsp. nana (Lodd.) A.P.Khokhr.
- Chamaedaphne calyculata var. angustifolia (Aiton) Rehder
- Chamaedaphne calyculata var. latifolia (Aiton) Fernald
- Chamaedaphne calyculata var. nana (Lodd.) Rehder
- Chamaedaphne crispa (Poir.) Spach
- Exolepta calyculata Raf.
- Hydragonum calyculatum (L.) Kuntze